# Mémoires affectives
Pour plus de détails, voir Fiche technique et Distribution.
Mémoires affectives est un film québécois réalisé par Francis Leclerc, sorti en 2004.

## Synopsis
Sorti tout droit d'un coma, le vétérinaire Alexandre Tourneur (Roy Dupuis) tente de recoller les morceaux tranquillement. Toutefois, ses souvenirs sont troubles et perturbants.

## Fiche technique
- Titre original : Mémoires affectives
- Titre anglais : Looking for Alexander
- Réalisateur : Francis Leclerc
- Scénario : Marcel Beaulieu et Francis Leclerc
- Musique : Pierre Duchesne
- Direction artistique : Mario Hervieux
- Maquillage : Christiane Fattori
- Coiffure : Josée Lemire
- Costumes : Sophie Lefebvre
- Photographie : Steve Asselin
- Son : Christian Bouchard, Marcel Pothier, Luc Boudrias
- Montage : Glenn Berman
- Productrice : Barbara Shrier
- Société de production : Palomar Films
- Sociétés de distribution : Alliance Atlantis, Les Films Séville
- Budget : 3 millions de dollars[1]
- Pays d'origine :  Canada (Québec)
- Langue originale : français
- Format : couleur
- Genre : drame psychologique
- Durée : 100 minutes
- Box-office : 670,879 $
- Dates de sortie :
  - Canada : 25 octobre 2004 (première au Cinéma Parallele à Montréal)
  - Canada : 29 octobre 2004 (sortie en salle au Québec)
  - Canada : 26 juillet 2005 (DVD)

## Distribution
- Roy Dupuis : Alexandre Tourneur
- Rosa Zacharie : Pauline Maksoud
- Guy Thauvette : Joseph Tourneur (Turner)
- Nathalie Coupal : Michelle Tourneur
- Karine Lagueux : Sylvaine Tourneur
- Benoît Gouin : Patrick Boivin
- Maka Kotto : Dr Ba Kobhio
- Robert Lalonde : agent Drolet
- Normand D'Amour : le père
- Maxime Dumontier : Joseph jeune
- Alexandre Harvey-Cormier : Alexandre jeune
- Line Rodier : jeune infirmière
- Stéphane Archambault : François
- Martin Héroux : détective Jobin
- Johanne Marie Tremblay : infirmière
- Jean Lapointe : Wilbrod Gadouas
- Hélène Florent : Carole
- Luc Morissette : Gros-Pierre
- Frédéric Gilles : psy-hypnotiseur
- France Parent : Brigitte, serveuse bar salon
- Louis-David Morasse : poteux
- Jean-François Nadeau : copain de Sylvaine
- Steve Asselin : livreur à vélo

## Récompenses et nominations

### Récompenses
Prix Génie
- Meilleure réalisation : Francis Leclerc
- Meilleur scénario original : Marcel Beaulieu et Francis Leclerc
- Meilleure performance par un acteur de premier rôle : Roy Dupuis

Prix Jutra
- Meilleur acteur : Roy Dupuis
- Meilleure réalisation : Francis Leclerc
- Meilleur montage : Glenn Berman
- Meilleur film : Barbara Shrier

### Nominations
Prix Génie
- Meilleure musique originale : Pierre Duchesne
- Meilleur son : Christian Bouchard, Luc Boudrias, Jocelyn Caron, Clovis Gouaillier, Benoit Leduc
- Meilleur film : Barbara Shrier

Prix Jutra
- Meilleur scénario : Marcel Beaulieu et Francis Leclerc